# 雜貨店

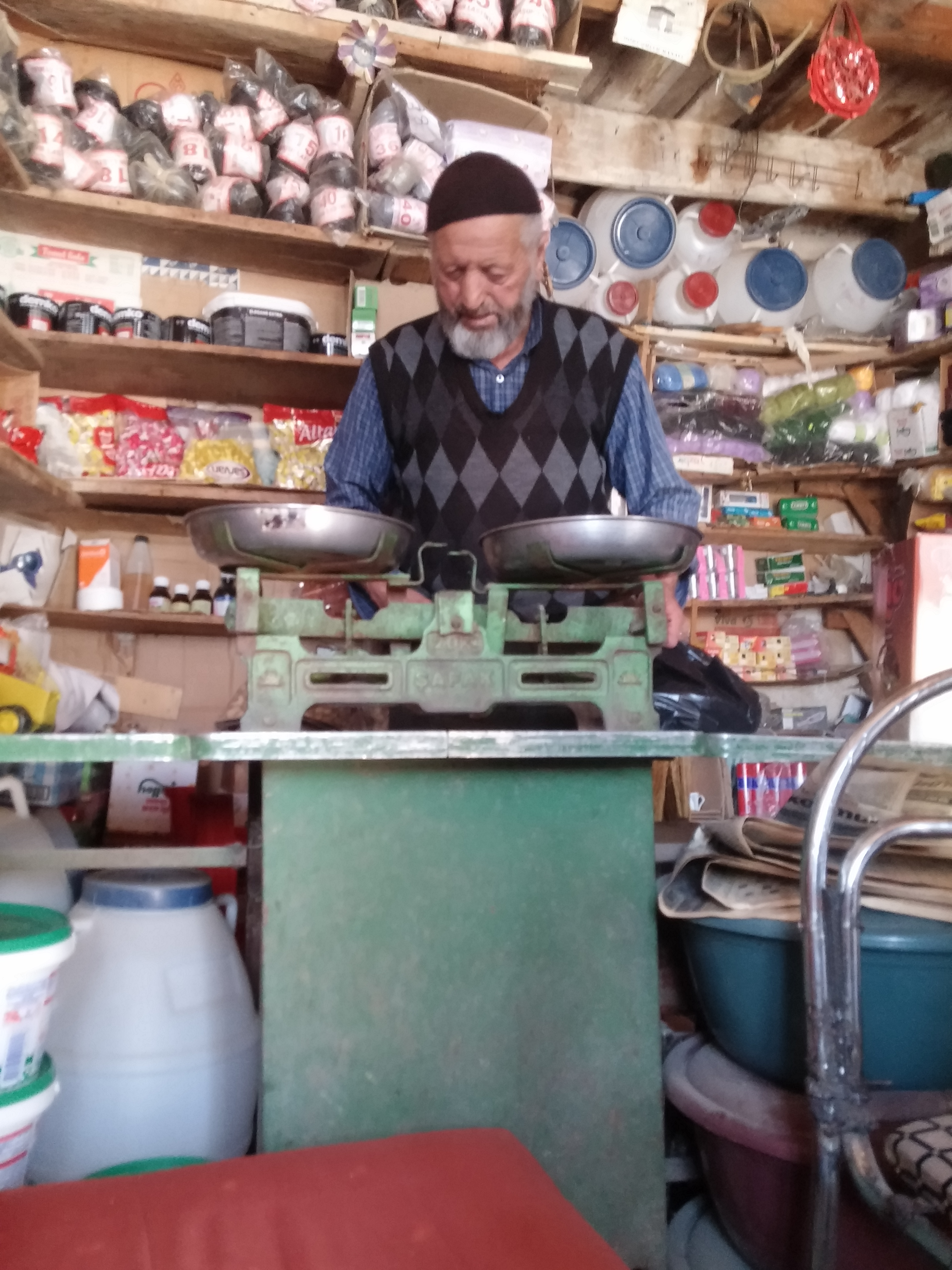
土耳其一家雜貨鋪

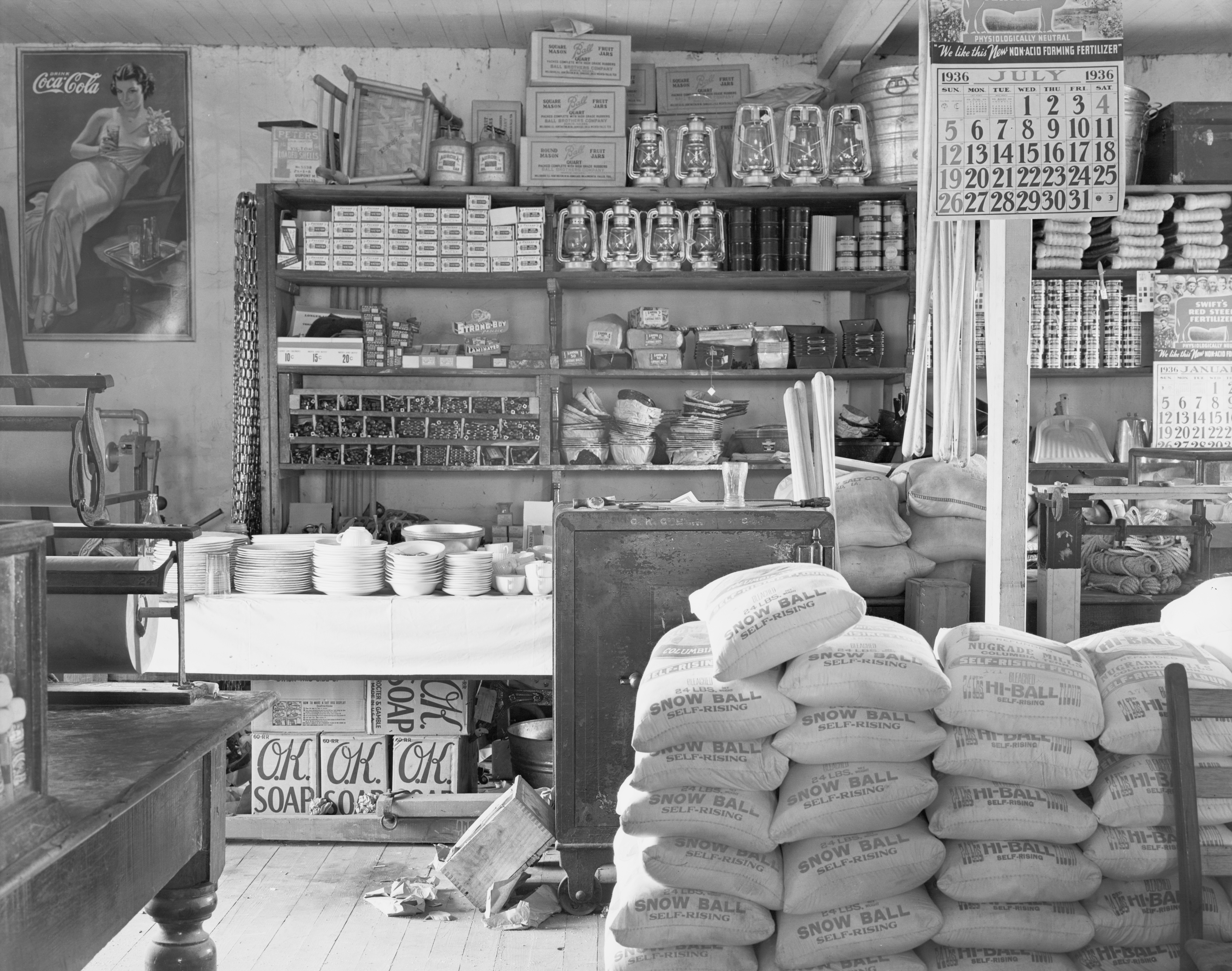
1936 年，美国阿拉巴马州 芒德维尔的一家杂货店内。

雜貨鋪，福建閩南話與台語稱𥴊仔店（臺羅：Kám-á-tiàm，亦常誤作柑仔店），上海话称烟纸店，是販賣糧油食品以至各式日用品的零售商店；曾經在世界各地城市、城鎮以及鄉鎮地區都很常見。但在20世紀中後期以及21世紀初期以後，由於物流模式的轉變、各式超級市場、大型量販店及連鎖便利商店的出現而式微少見。

## 雜貨店與士多之分別

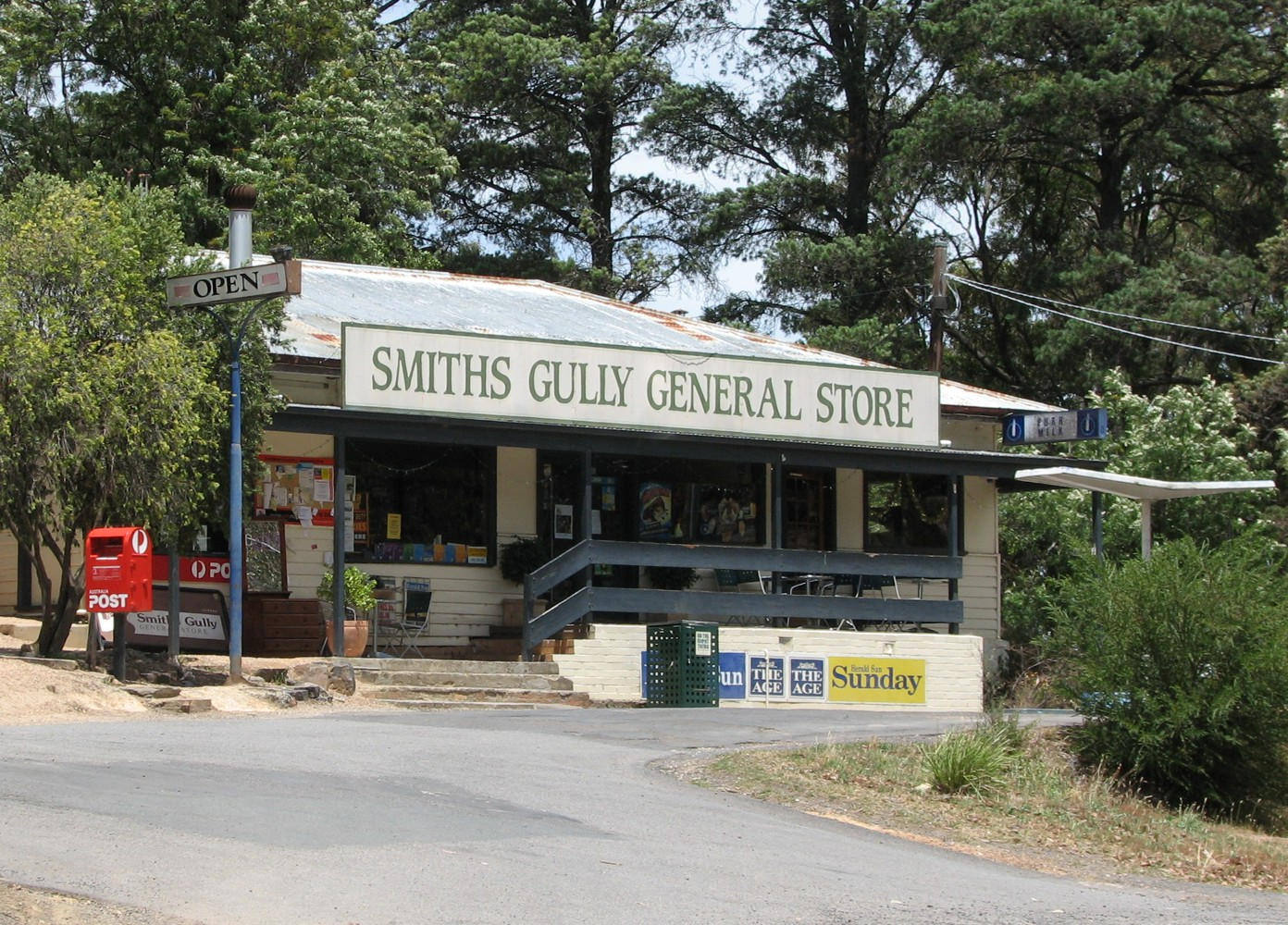
2007年 位于澳大利亚 Smiths Gully 的 Smiths Gully 综合杂货店

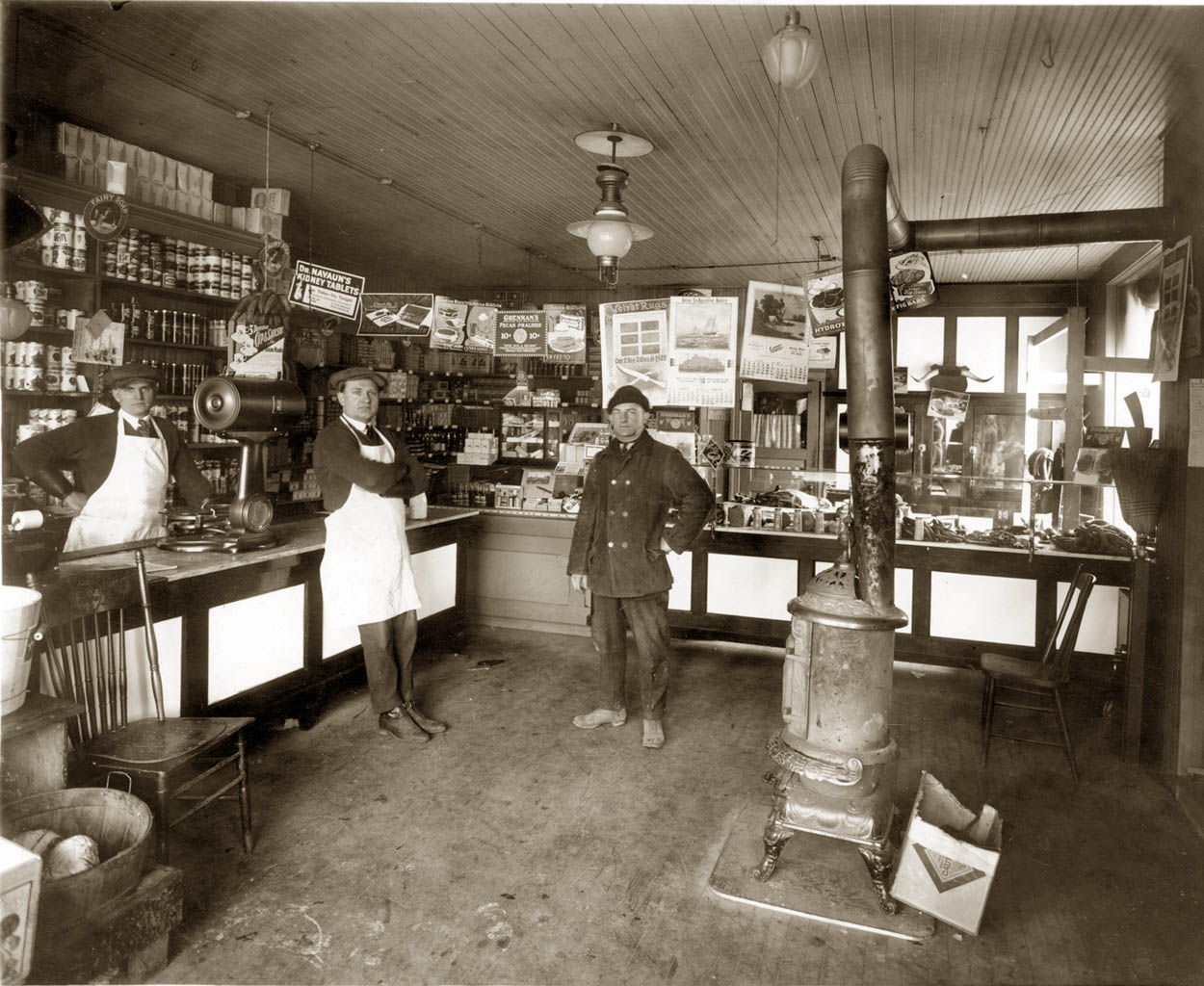
1922年，美國底特律的雜貨店

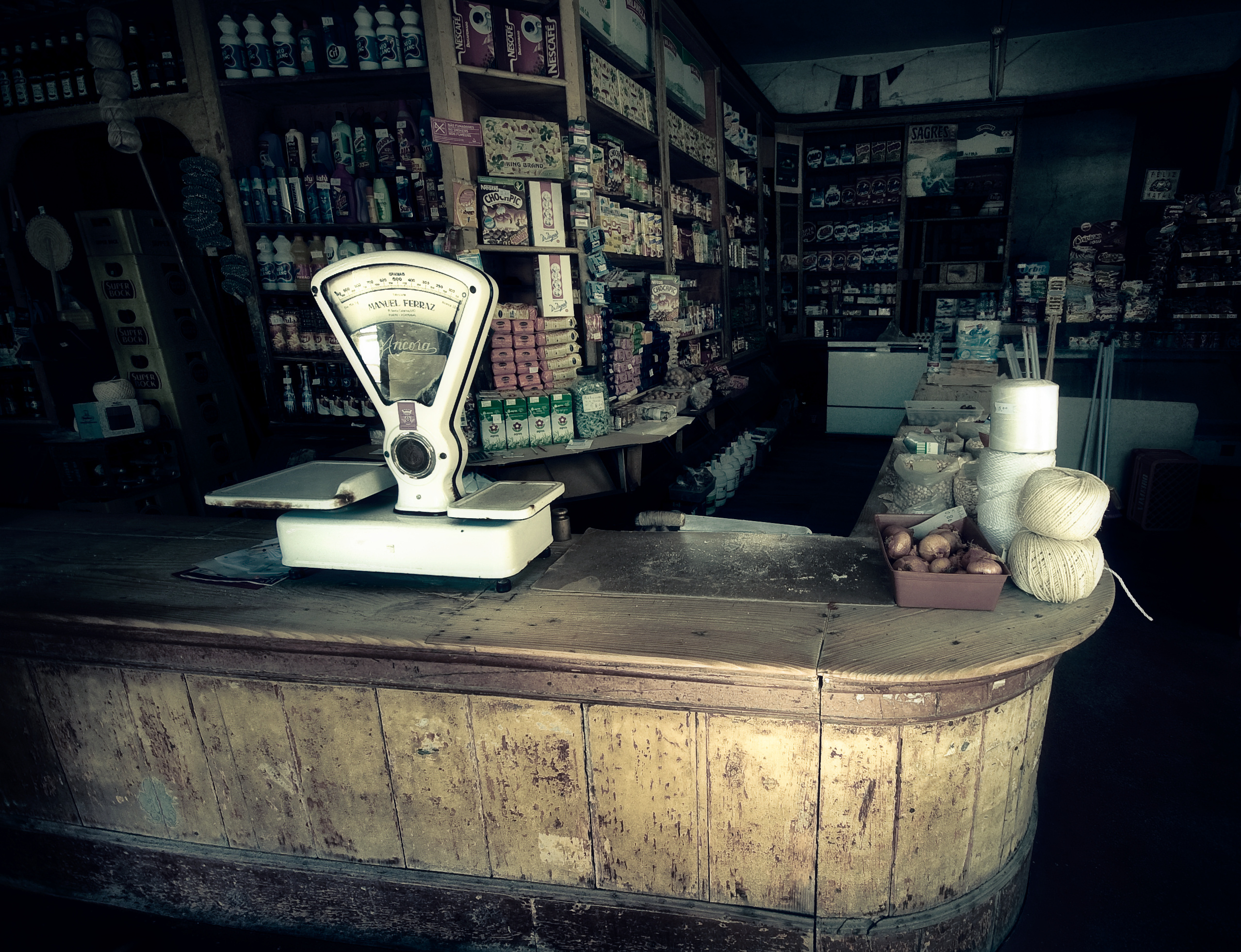
2009年，葡萄牙布拉加的雜貨店

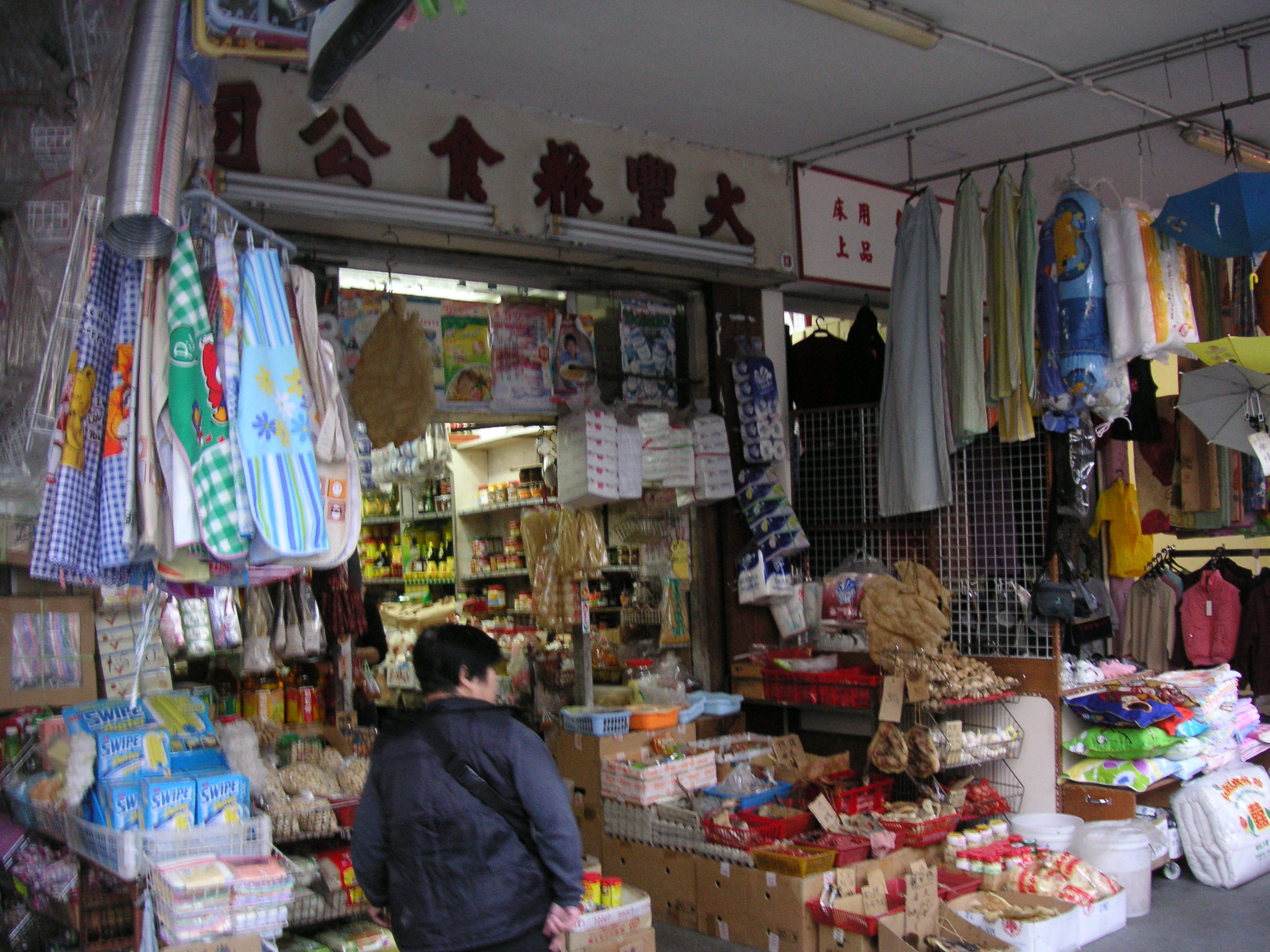
香港長康邨的一間雜貨店

在冷藏技術不普遍的時代，杂货店只售乾貨（如五穀類、豆類，米店、米行、雜糧行等）、開門七件事所羅列之物、罐頭或已包裝好之日用類貨品稱之為雜貨店，過去預先包裝的油和米未盛行前通常亦有買油（顧客自備器皿，「打油／打醬油」）、買米（「糴米」），只售食用油（油店、油行等）；只賣零食、飲品、醃製類零食或小量文具的小商店統稱士多（台灣多稱為「𥴊仔店」，與儲物室的俗稱士多房無關）；當然也有兩種聯營的，稱雜貨士多，不過亦稱為雜貨店居多。
雜貨店之特色多為「麻雀雖小、五臟俱全」，凡家居用品大多皆可購得，店內佈置或有點凌亂，燈光較昏暗，裝潢較簡陋，但全部貨品皆會在店內或門口展示，一目了然；而士多亦一樣，士多之特色為可隨意酌量購置，再以秤或天秤衡量價錢。
雜貨店與士多的最在最大分別為，雜貨店會設在城中旺地，成行成市地開張；士多只屬於個體經營，一個小區只會有一到兩間士多，分佈疏落，士多通常面積较雜貨鋪小得多。
在马来西亚，杂货店的经营者比例只占了全国职业的0.0885。
作为零售业，传统的杂货店突出一个“全”字。但实际上，多数小杂货经营的商品种类都不相上下，而店里的生意却千差万别。

## 分佈與演變

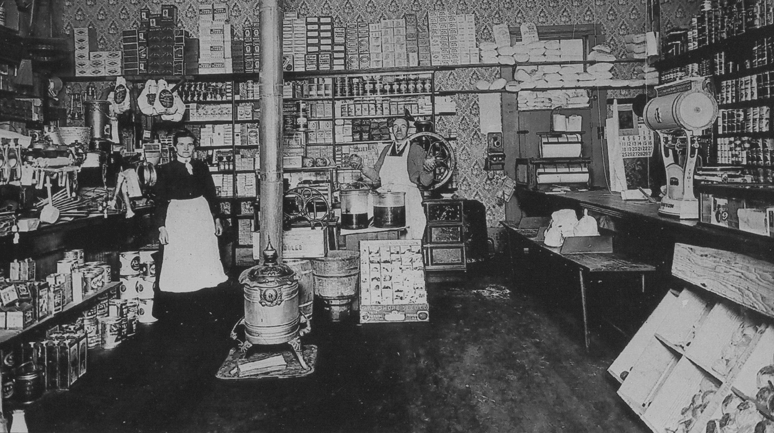
1909年的美國華盛頓州溫哥華的雜貨店

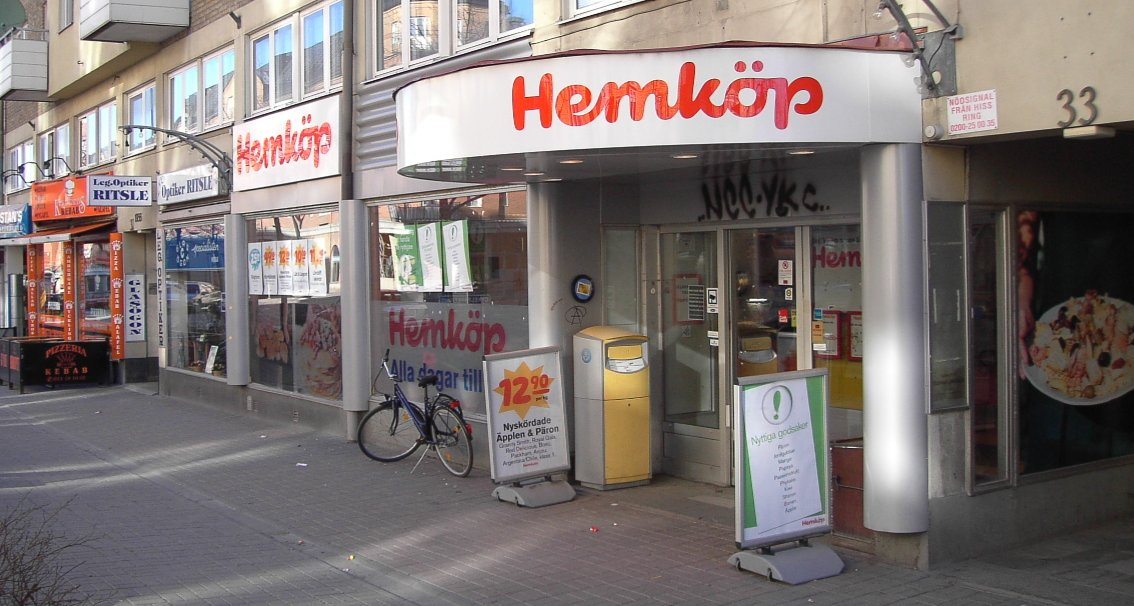
2006年的一間瑞典雜貨店

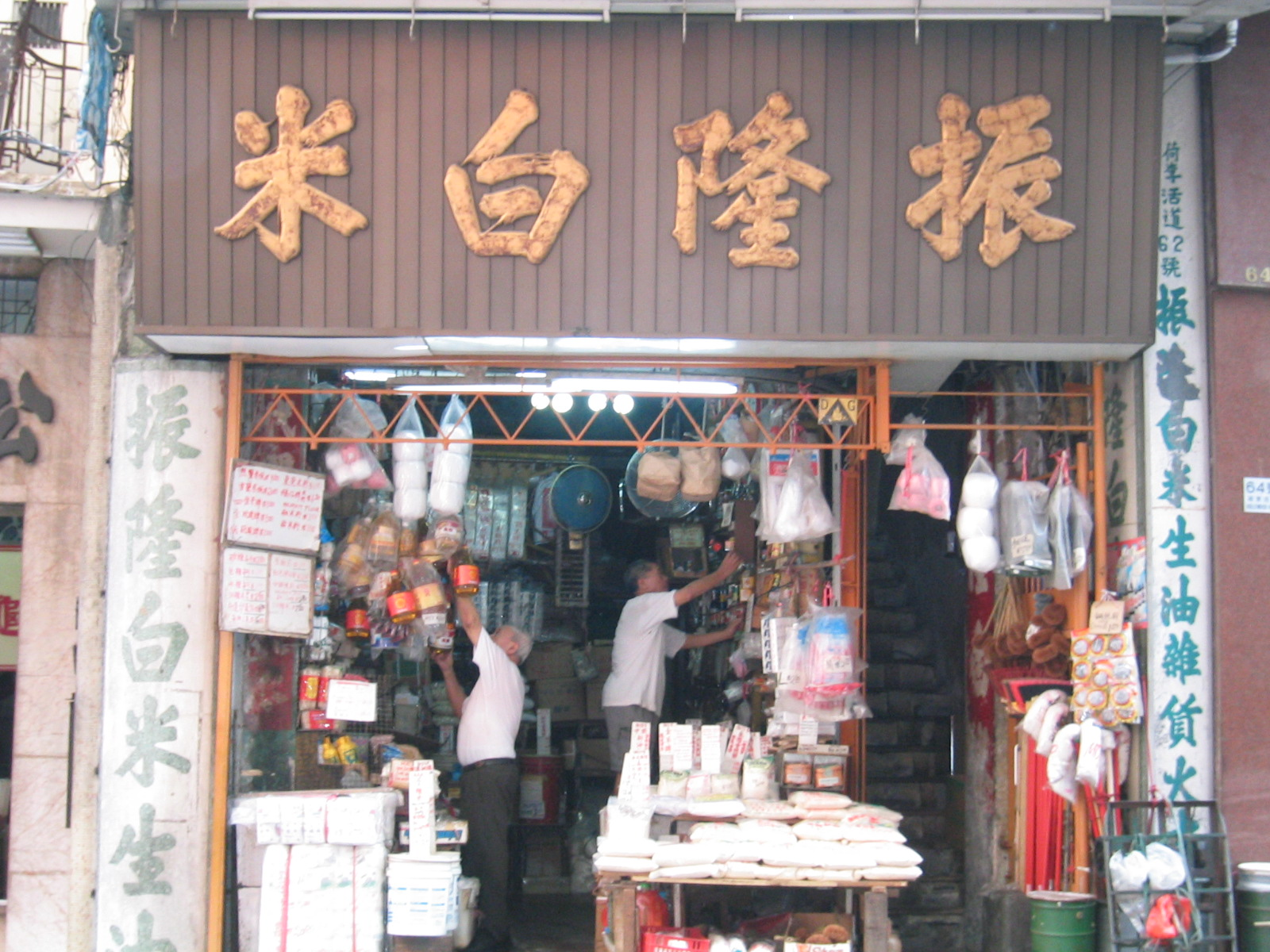
位於香港島.上環的一間雜貨店

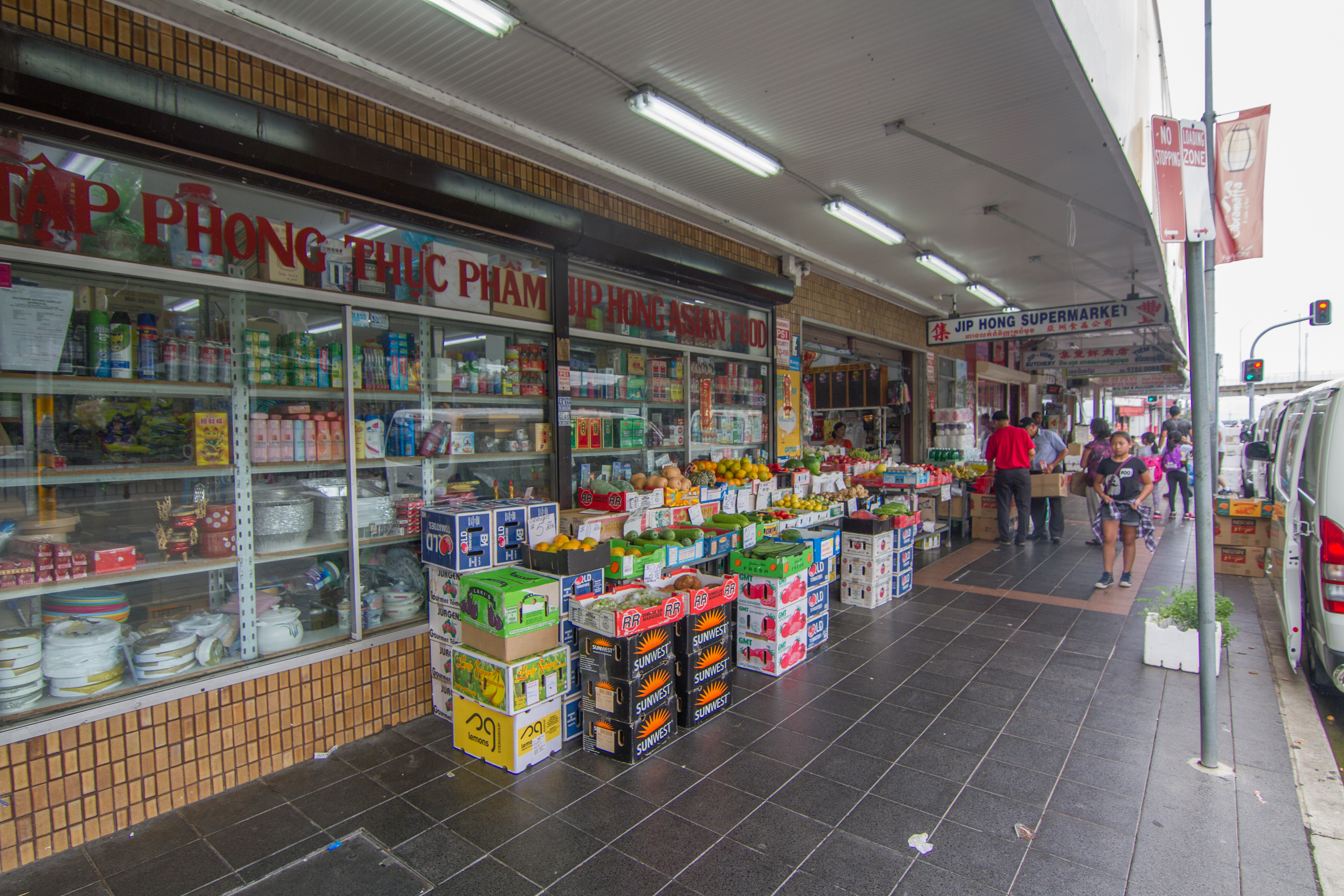
2015年，澳大利亞雪梨卡市（華、越裔聚居區）的雜貨店

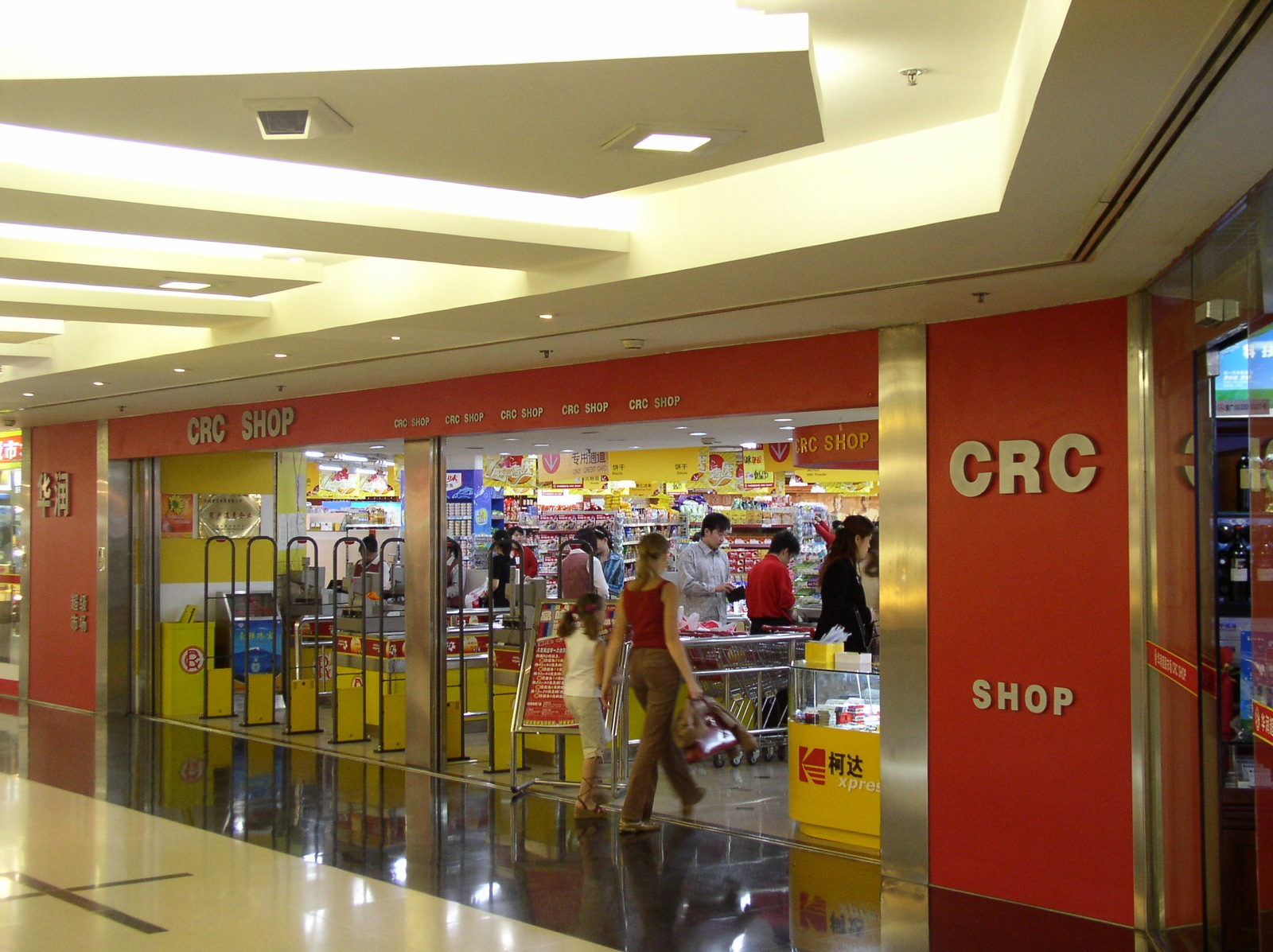
華潤市場 - 中國國際貿易中心國貿商城 - 現改為同為華潤旗下的blt精品超市

通常在住家附近，經營者多為該社區之居民，由於為服務該區家庭主婦與小孩的「街坊生意」之關係，與常光顧之顧客有說有笑，有較深厚的感情，往往還可以有賒帳等情況；但隨著舊社區被打破，雜貨店漸漸地被集團式營運、較大、低價且讓消費者擁有更多選擇的24小時營業便利商店或超級市場所取代，也大大改變居民購物習慣，目前已不易見到杂货店。
儘管超級市場佔有絕對的優勢，但雜貨店仍然有其利基，因而未被淘汰，那就是販賣不容易在超級市場中找到的傳統食品（例如懷舊糖果等），本地農戶提供的生鮮食品，或者當地生產的特有品牌等等連鎖超市不一定上架的貨品。而店面小也使經營成本較低，不易結束營業。
在大多數國家，隨著工業化的進展，城市中的傳統雜貨店大多在20世紀中後期由於科技的發展和物流模式的轉變，逐漸被超級市場和其他新的零售模式被取代。在較發達的國家，現在尚存的雜貨店大多位於小村鎮，以及城市裏人口密度低的老城區。甚至在這些地區，許多小型雜貨店也在轉型為小超市或便利店。在美國、加拿大、英國、澳大利亞等國家，城市裏的雜貨店總體來説已較少見，少數族裔聚居的地區尚保留較多的雜貨店，但也在逐漸被超市、便利店模式所取代。
在马来西亚，杂货店经营者大多数是华人，而巫裔和印裔只占少部分。

## 食物浪费

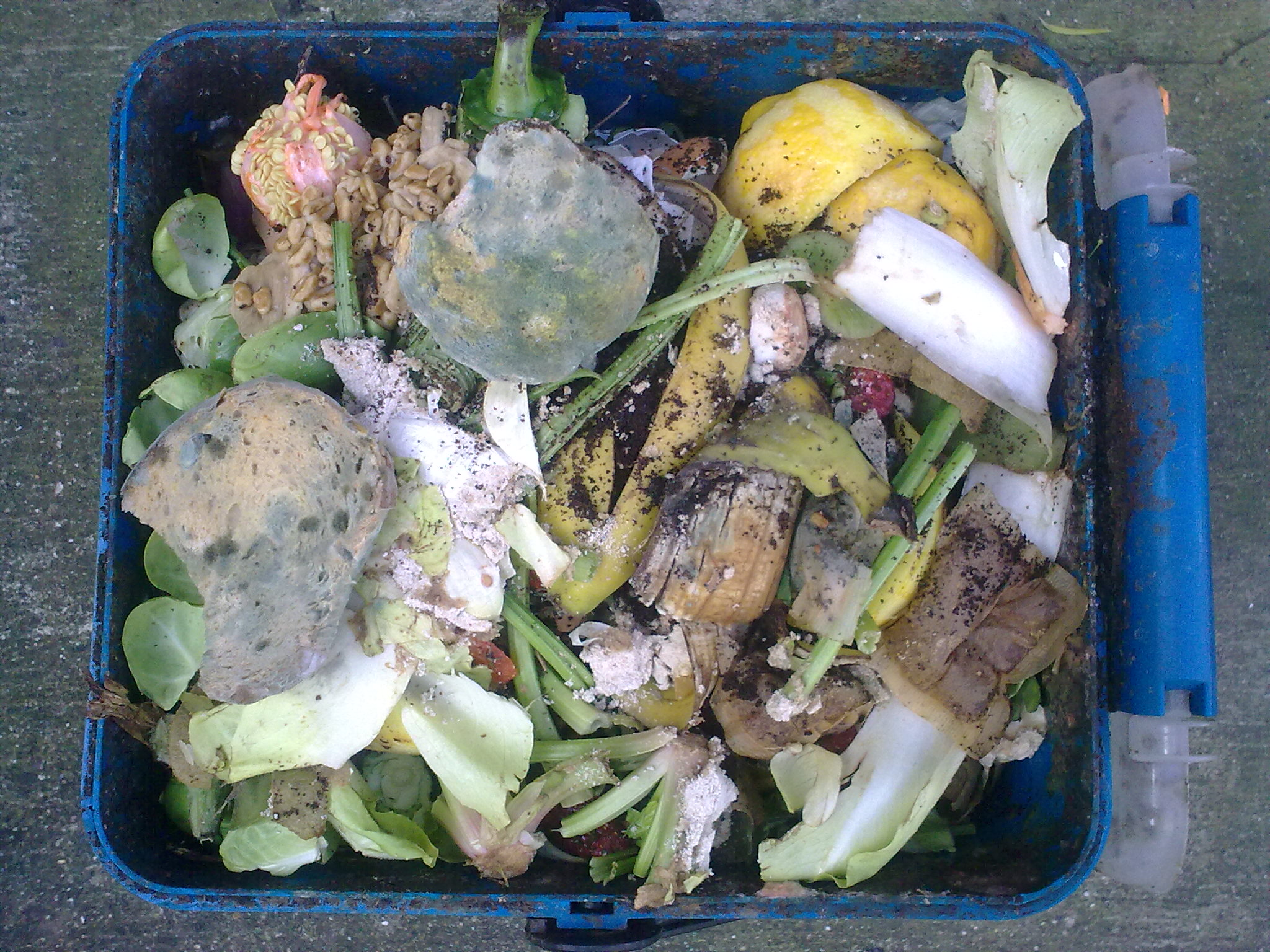
Food waste in container

截至2011年，全球每年损失或浪费的食物达到13亿吨，约占全球食物产量的三分之一。USDA估计每年有27%的食物被浪费。 在发展中国家和发达国家，无论是商业农业还是工业农业，食物浪费都可能发生在食品工业的各个阶段，并且数量可观。
包装在食物从农场和工厂通过仓库运输到零售商的过程中保护食物免受损坏，同时也能保持食物的新鲜。 尽管包装避免了大量食物浪费， 包装也可能通过污染可用作动物饲料的废物等方式，妨碍减少食物浪费的努力。
联合国环境规划署2021年的一项分析发现，食物浪费是所有国家和经济水平的一个挑战，不包括生产过程中的食物损失。 该研究估计，全球食物浪费量为9.31亿吨（每人约121公斤），分布在三个部门：家庭（61%）、餐饮服务（26%）和零售（13%）。
食物浪费显著影响农业对气候变化的影响，每年排放33亿吨二氧化碳当量的温室气体，以及其他环境问题，如土地使用、水资源消耗和生物多样性损失。防止食物浪费是首要任务，其次是通过捐赠等方式再利用剩余食物。其他策略包括动物饲料、营养回收和能源回收，而填埋由于甲烷排放被认为是最不优先的选择。
联合国的可持续发展目标12.3旨在到2030年将零售、消费者层面以及整个生产和供应链，包括收获后损失的全球人均食物浪费减少50%。 气候变化缓解工作强调减少食物浪费，这一点在2022年联合国生物多样性会议的协议中得到了体现，各国同意到2030年实现食物浪费减少50%的目标。

## 大眾文化
- 東野圭吾; 王蘊潔（譯者）. . 皇冠. 2013-08-05: 352頁 [2013]. ISBN 978-957-333-012-7 （中文）.
- 林欣誼; 曾國祥（攝影）. . 遠流. 2017-07-27: 320頁 [2017]. ISBN 978-957-328-036-1 （中文）.
- 《用九柑仔店》